# Zonder titel (Cees Langendorff)
In een vijver behorende bij de campus van de Vrije Universiteit Amsterdam staat een tweedelig artistiek kunstwerk zonder titel van Cees Langendorf.
Die Vrije Universiteit heeft sinds de vestiging aan de De Boelelaan in en om de gebouwen kunstvoorwerpen geplaatst. Het beeld van Langendorff staat in een vijver aan de Buitenveldertselaan nabij brug 804. Het werk van Langendorff uit 1989 bestaat uit twee stalen bladvormige objecten, die onder invloed van luchtverplaatsing een steeds andere aanblik geven.
Het uiterlijk gaf het in de volksmond de naam Waterchips.
Elders in de stad Amsterdam (Hertspieghelweg) staat van dezelfde kunstenaar een zandbak met drie staalobjecten van een jaar eerder. Ook Den Haag (Lozerlaan) heeft een kunstwerk van Langendorff; de titel Verschuivende piramide is misleidend; het beeld staat vast, maar geeft een kanteling van een piramide weer.